# Blackwater (Missouri)
Blackwater è un comune degli Stati Uniti d'America, situato nello Stato del Missouri, nella contea di Cooper

## Cultura

### Media

#### Videogiochi
Nel videogioco Red Dead Redemption e nel seguito, Red Dead Redemption 2, è stata ricreata una versione di questa cittadina. 